# Kovalevskaya (månkrater)
Kovalevskaya är en nedslagskrater på månens baksida. Kovalevskaya har fått sitt namn efter den ryska författaren och matematikern Sofja Kovalevskaja.
Kratern har en diameter på ungefär 113 km.

## Satellitkratrar
| Kovalevskaya | Latitud | Longitud | Diameter |
| ------------ | ------- | -------- | -------- |
| D            | 32.7° N | 124.4° V | 21 km    |
| Q            | 29.4° N | 131.0° V | 101 km   |